# Temperamento musical
Temperamento musical é um esquema para dividir ou temperar a oitava. Ao longo dos tempos, foram propostos mais de 100 sistemas. Desses, não mais de 20 terão sido realmente usados com mais generalidade. Os vários sistemas ecoam os vários estilos e gostos musicais das suas épocas. E estes, por sua vez, também influenciaram os tipos de afinações adoptado.

## O problema do temperamento de uma escala
Quando um corpo está em vibração emite um som complexo cuja representação temporal pode ser decomposta na soma de um conjunto de curvas senoidais que contêm a frequência fundamental f0 e um número variável de harmónicos com frequência n*f0, n=2,3…, que podem nem todos existir num dado som. É a presença ou não de cada um dos harmónicos - e a sua amplitude - que dá a cada instrumento musical o seu som peculiar - o seu timbre.
Por exemplo, quando uma corda de guitarra emite o som correspondente a um Dó (C, na notação europeia e norte-americana), para além do som fundamental correspondente a esse Dó, ouvem-se também, embora com menor intensidade sonora, os seus harmónicos. Os primeiros nove (n*f0, para n=2 a 10) correspondem às notas Dó (uma oitava acima), Sol (quinta, da oitava acima), Dó (duas oitava acima), Mi, Sol, Sib, Dó, Ré e Mi. Não são exatamente as mesmas notas que usamos atualmente no ocidente (no chamado temperamento igual) mas são notas muito parecidas com as da escala temperada.
A escala diatónica baseia-se exatamente nos sons harmónicos. Como os harmónicos principais correspondem ao intervalo de oitava e de quinta, o que se pode tentar fazer é escolher as notas da escala de tal modo que cada intervalo de quinta e oitava seja o intervalo natural que aparece espontaneamente entre os sons harmónicos.

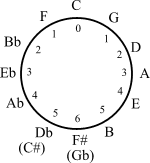
Círculo de quintas.

No entanto, verifica-se que não é possível fazer uma escala em que os intervalos de oitava e de quinta sejam todos naturais. Isso pode ser visto através do chamado "círculo de quintas": se começássemos numa nota do piano e afinássemos outra por ela de modo a ficar afinada para um intervalo de quinta e depois afinássemos uma outra por essa do mesmo modo e por aí em diante, deveríamos verificar-se que ao fim de fazermos isso 12 vezes chegaríamos à mesma nota inicial (por exemplo, Dó(C), Sol(G), Ré(D), Lá(A), Mi(E), Si(B), Fá#(F#), Dó#(C#), Láb(Ab), Mib(Eb), Sib(Bb), Fá(F) e Dó(C)). O problema é que não é isso que se verifica. Obtemos uma série em que a última nota (que é Si# e não Dó) dista da primeira (Dó) da chamada «coma pitagórica». Isto tem que ver com o facto de que 3n=2m, nunca se verifica para n e m inteiros. Ou seja, afinando usando intervalos de quinta (que correspondem a um fator 3n ou 3n/2k entre frequências) nunca podemos obter oitavas perfeitas (que correspondem a um fator 2m).
A história dos sistemas de temperamentos roda em volta de vários esquemas de alteração dos intervalos de quinta de modo a que o ciclo de quintas resulte num intervalo de oitava, tentando obter o máximo número de intervalos o mais perto dos naturais que for possível.

## Evolução histórica das afinações e temperamentos
Os principais temperamentos históricos são:
Os sistemas de afinação natural - que procuram usar intervalos naturais ou justos, ou seja, intervalos que podem ser representados por números racionais (razões de números inteiros, com preferência pelos menores números inteiros possíveis). Usam-se razões de frequências baseados em proporções inteiras como as encontradas na série harmónica em vez de, por exemplo, dividir a oitava em partes exatamente iguais, e não representáveis por números racionais, como no caso do temperamento igual. Estes sistemas de afinação conseguem assegurar «a gama justa» para uma dada tonalidade (normalmente dó maior) mas, para notas estranhas a essa tonalidade, ocorre sempre algum desvio que é diferente para cada tipo de afinação.
É o caso do sistema pitagórico, usado na Idade Média, em que se encurtava só uma das quintas, a «quinta do lobo». Usava-se o ciclo de quintas de Mib até Sol#, ficando com as oitavas afinadas e com todas as quintas perfeitamente afinadas exceto a última (Sol#-Mib), que ficava dissonante e cujo batimento «uivava» como um lobo porque ficava demasiado curta. Eram sobretudo as quintas e quartas que eram apresentados na sua forma idealmente pura e simples porque eram os intervalos considerados estáveis no contexto estilístico da época. As terceiras e sextas tinham algum batimento (menos do dobro das do temperamento igual), assim como os meios tons diatónicos, que eram pequenos, mas tomava-se partido do seu poder expressivo que criava uma cor harmónica nas cadências que eram usadas na época.
No século XV, começou a surgir o gosto por terceiras naturais (terças) e os músicos começaram a experimentar usar formas modificadas da afinação pitagórica para obter terceiras (terças) mais perto do seu valor natural. O grande teórico da Renascença, Gioseffo Zarlino (1517-1590), defendia um sistema de entonação justa baseado nas terceiras, e não nas quintas, como no sistema pitagórico, já que as terceiras passaram a ser usados como pontos de resolução e as terceiras pitagóricas já não assentavam bem no contexto musical. O sistema que preconizava era o que se chama hoje o sistema ptolomaico, um dos sistemas propostos por Ptolomeu, no século II D.C.
Os temperamentos mesotónicos - Pouco a pouco, as terceiras e sextas foram assumindo um papel mais relevante e, no início da Renascença, os músicos já desejavam encontrar novas afinações que tornassem um maior número delas naturais. Isso deu origem ao aparecimento dos temperamentos mesotónicos (ou do tom médio) muito usados nos séculos XVI e XVIII. Enquanto os sistemas de afinação natural procuravam aproximar-se dos intervalos ideais, os sistemas de temperamento implicavam desvios deliberados, mas pequenos, desses valores. Procurando obter terças justas, encurtavam fortemente 11 quintas, resultando uma delas demasiado grande (Mib-Lá, também chamada a «quinta do lobo»). Este sistema não é mau para as tonalidades mais clássicas mas gera uma gama cromática muito desigual. Não se pode tocar em algumas tonalidades. Mas já muitos teóricos da Renascença descreviam outras alternativas em que os intervalos não eram números racionais (razões de inteiros) e que correspondiam ao que se chama hoje o bom temperamento e o temperamento igual.
Os temperamentos irregulares - No temperamento mesotónico, para favorecer a «beleza», tentou-se ter tantas terceiras puras quanto possível, mesmo comprometendo as quintas e introduzindo alguns «lobos». No tempo de Bach, a partir do século XVIII, nos temperamentos irregulares, chamados também «sistemas bem temperados», favorecendo a «utilidade com variedade», optou-se por conseguir um contínuo de cores desde as terceiras puras às quintas puras, mas de modo a que todos os intervalos fossem utilizáveis e não tivessem «lobos». Estes temperamentos permitem tocar em todas as 24 tonalidades possíveis (12 maiores e 12 menores). Algumas quintas são mantidas perfeitas e outras são encurtadas. Podem-se usar todas as tonalidades, ficando, no entanto, cada uma com a sua «coloração diferente».
O temperamento igual - Favorecendo a utilidade, decidiu-se temperar cada quinta pela mesma quantidade de modo a dispersar a coma pitagórica, deixando as terceiras ainda um tanto vibrantes mas já capazes de suportar tríades estáveis. É o temperamento adotado atualmente no ocidente, em que a gama é dividida em 12 semitons exatamente iguais. As quintas, terças e quartas são falsas, embora iguais entre si e desviando-se suficientemente pouco do ideal para serem suportáveis; o ouvido contemporâneo já se habituou a elas. Só as oitavas são perfeitas (embora, de facto, os afinadores de piano aumentem as oitavas nos graves e nos agudos, para terem em conta as características da percepção auditiva humana).